# Береговуньи
Береговуньи (лат. Staurois) — род бесхвостых земноводных из семейства настоящих лягушек.

## Классификация
На октябрь 2018 года в род включают 6 видов:
- Staurois guttatus Gunther, 1858
- Staurois latopalmatus (Boulenger, 1887) — Желтоточечная береговунья
- Staurois natator (Gunther, 1858) — Каменистая береговунья
- Staurois nubilus (Mocquard, 1890)
- Staurois parvus Inger & Haile, 1959
- Staurois tuberilinguis Boulenger, 1918 — Калимантанская береговунья